# Eubazus gaullei
Eubazus gaullei är en stekelart som först beskrevs av Granger 1949.  Eubazus gaullei ingår i släktet Eubazus och familjen bracksteklar. Inga underarter finns listade i Catalogue of Life.